# Łabędź rostowski
Łabędź rostowski – jedna z ras gołębia. Należy do grupy lotnych. Wyhodowano 15 odmian barwnych. Jest średnio powszechnie hodowany. 
Jego nazwa pochodzi od rosyjskiego miasta Rostów nad Donem leżącego w dorzeczu Wołgi oraz Donu. Standardowy wygląd określono w roku 1967.
Jest ptakiem o przysadzistym korpusie i wystającej piersi. Dolna część szyi nie jest zasłonięta; skrzydła jakby opuszczone. Gdy ptak jest podekscytowany, ta część szyi drży. Ogon szeroki i daleko wyciągnięty, wysoko noszony; z co najmniej 14 sterówkami. Lekkie sklepienie dolnej części pleców. Mała, okrągła głowa z perłowymi oczami.
Pozycję konkursową przyjmuje gdy jest zagadywany.